# Ouled Khalouf
Ouled Khalouf là một đô thị thuộc tỉnh Mila, Algérie. Dân số thời điểm năm 2002 là 11.058 người.